# Ditelur bromid
Ditelur bromid je neorgansko jedinjenje sa formulom Te2Br. Ono je jedno od nekoliko stabilnih bromida telura. Za razliku od sumpora i selena, telur formira familije familije polimernih subhalida, u kojima je odnos halkogen/halid manji od 2.

## Priprema i svojstva
Te2Br je sivi čvrsti materijal. Njegova struktura se sastoji od lanca Te atoma u kojima Br zauzima dvostruko premoštavajuća mesta. On se priprema zagrevanjem Te sa podesnom stehiometrijom broma pri 215 °C. Korespondirajući hlorid i jodid, Te2Cl i Te2I, su takođe poznati.
Jedini drugi telur bromid je žuta tečnost Te2Br2 i narandžasti čvrsti materijal TeBr4.